# Фусана
Фусана (араб. فوسانة) — місто в Тунісі. Входить до складу вілаєту Касерін. Станом на 2004 рік тут проживало 5 622 особи.